# Persib Bandung
Maillots
Dernière mise à jour : 9 août 2023.
Le Persatuan Sepakbola Indonesia Bandung est un club indonésien de football basé à Bandung. Il fait partie des plus grands clubs du pays.

## Palmarès
- Championnat d'Indonésie (4)
  - Champion : 1995, 2014, 2024, 2025

## Anciens joueurs
- Christian Bekamenga  Cameroun
- Mickael Essien  Ghana
- Kader Keita  Côte d'Ivoire
- Carlton Cole
- Suchao Nuchnum
- Sinthaweechai Hathairattanakool